# ASA Sceaux Basket Féminin
L’ASA Sceaux Basket Féminin est un club féminin de français basket-ball basé dans la ville de Sceaux qui évolue en 2022-203 en NF1 (3e échelon du championnat de France).

## Palmarès
- Champion de France NF1 en 2001

## Entraîneurs successifs
- 2022 à aujourd'hui: Benoit DOYER
- 2012-2022 : Chris Singleton
- 2011-2012 : Willy Guilbaud
- 2010-2011 : Alban Le Bigot
- 2009-2010 : José Ruiz, Francis Charneux, Willy Guilbaud
- 2008-2009 : Dominique Laugier
- 2007-2008 : Vinko Bardic
- 2006-2007 : Aurélien Morel

## Par saison

### 2011-2012
- Les joueuses :
  - Stéphanie Cailleux
  - Mélanie Cailleux
  - Petya Sadacheva
  - Émeline Doudoigne
  - Lydia Bacon
  - Marie Egron
  - Vanessa Le Yaouanq
  - Mélanie Da Silva Da Mota
  - Isabelle Goude
  - Célia Meliet
  - Séverine Raphaël
  - Sandrine Fontfreyde

### 2010-2011
- Les joueuses :
  - Laure Desmurget
  - Barbara Lavabre
  - Julie Le Bouteiller
  - Élodie Magny
  - Laure Pagelli
  - Perrine Chanlon

### 2009-2010
- Les joueuses :
  - Lesley Brown
  - Laure Desmurget
  - Barbara Lavabre
  - Julie Le Bouteiller
  - Élodie Magny
  - Laure Pagelli

### 2008-2009
- Les joueuses :
  - Perrine Chanlon
  - Adriana Constantin
  - Romy Laguens
  - Barbara Lavabre
  - Julie Le Bouteiller
  - Élodie Magny
  - Lucie Marcinkowski
  - Laure Pagelli
  - Anne-Lise Plessis
  - Vanessa Turpin

### 2007-2008
- Les joueuses :
  - Lesley Brown
  - Fanny Caudron
  - Perrine Chanlon
  - Anna Clavel
  - Chantal Descoins
  - Laure Desmurget
  - Émeline Doudoigne
  - Jennifer El Achkar
  - Romy Laguens
  - Julie Le Bouteiller
  - Elodie Magny

### 2005-2006
- Les joueuses :
  - Marie-Frédérique Ayissi
  - Lydia Bacon
  - Chantal Descoins
  - Laure Desmurget
  - Floriane Herrscher
  - Marta Korgiel
  - Lucie Lapierre
  - Perrine Le Leuch
  - Joanne Peirani
  - Julie Villain